# Гилл, Уильям Джон

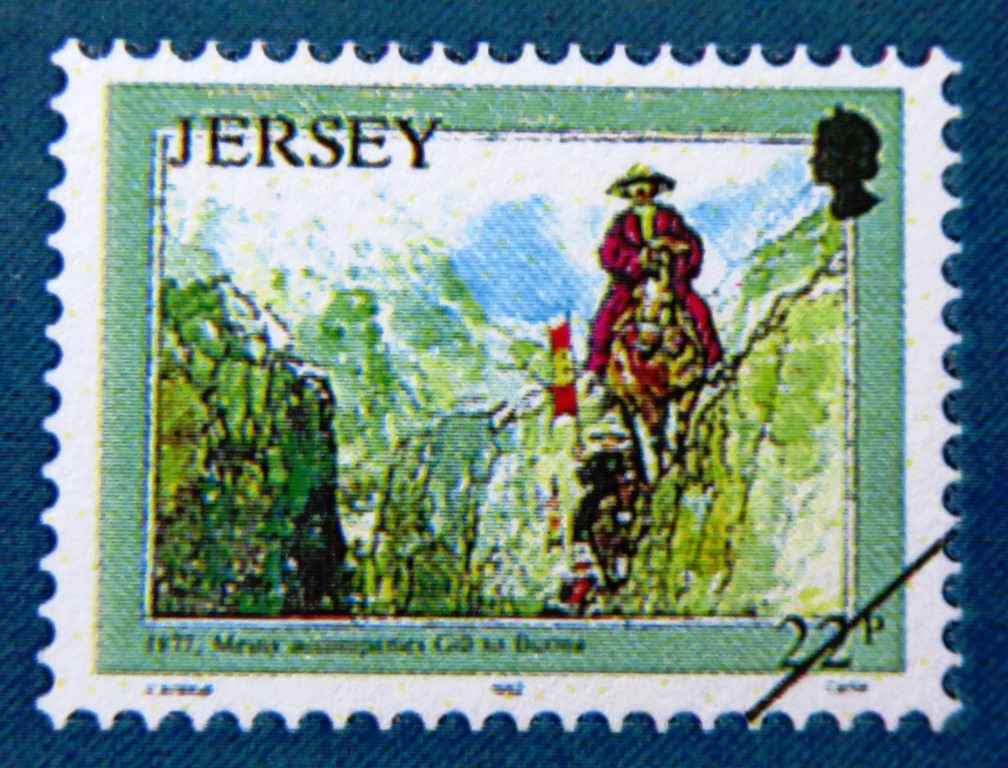
Почтовая марка Джерси с изображением путешественника Джилля

Уильям Джон Гилл (англ. William Gill; 10 сентября 1843, Бангалор, Британская Индия — 11 августа 1882, Калаат-эн-Нахт, Синайский полуостров, Египет) — офицер британской армии, капитан корпуса Королевских инженеров, путешественник.
Сын майора Роберта Джилля и его жены Фрэнсис Флауэрдью Рикерби. Отец служил в пехоте Мадраса. В. Джилль получил образование в Брайтонском колледже, а с 1862 года — в Королевской военной академии в Вулидже. С 1864 года служил офицером-инженером.
С сентября 1869 по март 1871 года ему было приказано отправиться в Ост-Индию, страну его рождения, где до 1873 года служил инженером в армии. Вернулся в Европу через недавно открытый Суэцкий канал на родину, где его ждало чрезвычайно прибыльное наследство.
По возвращении в Англию из Индии был официально назначен в разведывательное управление военного министерства Британии. На Балканах подходила к концу русско-турецкая война и шли мирные переговоры. В начале 1878 года он вместе с другом отправился на Балканы, выдавая себя за туристов, чтобы собрать информацию о ситуации в Румынии и Болгарии. Однако русские быстро раскусили легенду и отправили Джилля и его компаньона в Британию.
Первая крупная экспедиция Джилля началась в апреле 1873 года, через два года после его возвращения из Индии. Он сопровождал полковника Валентина Бейкера в восьмимесячном исследовании северной Персии и прилегающих территорий. Побывали в Тифлисе в Грузии, оттуда отправились в Баку в Азербайджане. Перебравшись через Каспийское море, они отправились в Ашхабад в Туркменистане, откуда надеялись исследовать и обследовать долину Атрак. В то время это оказалось невозможным, поэтому они направились в Тегеран в Персии (ныне Иран), пересекли горы Эльбурса через перевал на высоте более 2 миль над уровнем моря, посетили Мешхед и Деррегез, Копетдаг и др. 
С 1877 года изучал южный Китай от Шанхая до Бамо, частично восточный Тибет и северную Бирму (Мьянма).
Весной 1879 года был отправлен в Стамбул в качестве помощника пограничного комиссара на новой границе между Османской империей и Россией, как того требовал Берлинский договор. Вернулся в Англию осенью.
В начале 1882 года, во время Египетской войны, по заданию британского правительства принял участие в миссии, имевшей целью склонить на сторону англичан синайских бедуинов из пустыни Эль-Тих. В его задачу, по всей видимости, входило не допустить поддержки местными шейхами египетских повстанцев. Был назначен руководителем экспедиции и вместе с переводчиком востоковедом профессором Э. Пальмером и флаг-лейтенантом Гарольдом Чаррингтоном закупил верблюдов и отправился к местным шейхам, чтобы подарком обеспечить их лояльность. В августе 1882 года, однако, они попали в засаду, были взяты в плен и по приказу египетского губернатора Келата расстреляны. Их останки, обнаруженные уже после войны усилиями полковника (на тот момент) Чарльза Уоррена, были перезахоронены в соборе св. Павла.
Его книга «The river of Golden Land» (1880) содержит ценные сведения о Китае.